# Olympische Sommerspiele 1908/Leichtathletik – 10 Meilen Gehen (Männer)
Das 10-Meilen-Gehen der Männer bei den Olympischen Spielen 1908 in London wurde am 17. Juli 1908 im White City Stadium entschieden. Wie auch der Wettbewerb über die 3500-Meter-Distanz wurde die Disziplin in Form des Bahngehens ausgetragen.
In einem rein britischen Finale gewann George Larner die Goldmedaille. Silber errang Ernest Webb, Bronze ging an Edward Spencer.

## Rekorde
Der Weltrekord war damals noch inoffiziell, es existierte ein Rekord für Profis und einer für Amateure. Die folgende Übersicht stellt die vor den Spielen 1908 bestehenden Rekorde dar:
| WR | Profis   | 1:14:45,0 h                                 | J. W. Raby                                  | Großbritannien                              | London, Lillie Bridge, (GBR), 3. Dezember 1883 |
| WR | Amateure | 1:17:38,8 h                                 | William John Sturgess                       | Großbritannien                              | 1896                                           |
| OR | OR       | Wettbewerb erstmals im olympischen Programm | Wettbewerb erstmals im olympischen Programm | Wettbewerb erstmals im olympischen Programm | Wettbewerb erstmals im olympischen Programm    |

Folgende Rekorde wurden bei den Olympischen Spielen 1908 in dieser Disziplin aufgestellt:
| OR | 1:20:18,8 h | Ernest Webb   | Großbritannien | 1. Vorausscheidung, 16. Juli |
| OR | 1:18:19,0 h | George Larner | Großbritannien | 2. Vorausscheidung, 16. Juli |
| WR | 1:15:57,4 h | George Larner | Großbritannien | Finale, 17. Juli             |

## Ergebnisse

### Vorausscheidungen (16. Juli)
Aus zwei Vorausscheidungen qualifizierten sich je vier Geher für das Finale.

#### 1. Vorausscheidung
| Platz | Athlet           | Land           | Zeit (h)     |
| ----- | ---------------- | -------------- | ------------ |
| 1     | Ernest Webb      | Großbritannien | 1:20:18,8 OR |
| 2     | Frank Carter     | Großbritannien | 1:21:25,4000 |
| 2     | Edward Spencer   | Großbritannien | 1:21:25,4000 |
| 2     | Ernest Larner    | Großbritannien | 1:21:25,4000 |
| 5     | Albert Rowland   | Australasien   | 1:21:57,6000 |
| 6     | Thomas Hammond   | Großbritannien | 1:23:44,0000 |
| 7     | Paul Gunia       | Deutschland    | 1:26:09,4000 |
|       | Jo Goetzee       | Niederlande    | DNF000       |
|       | Willem Winkelman | Niederlande    | DNF000       |
|       | Piet Soudyn      | Niederlande    | DNF000       |
|       | Arne Højme       | Dänemark       | DNF000       |
|       | Alfred Yeoumans  | Großbritannien | DSQ000       |

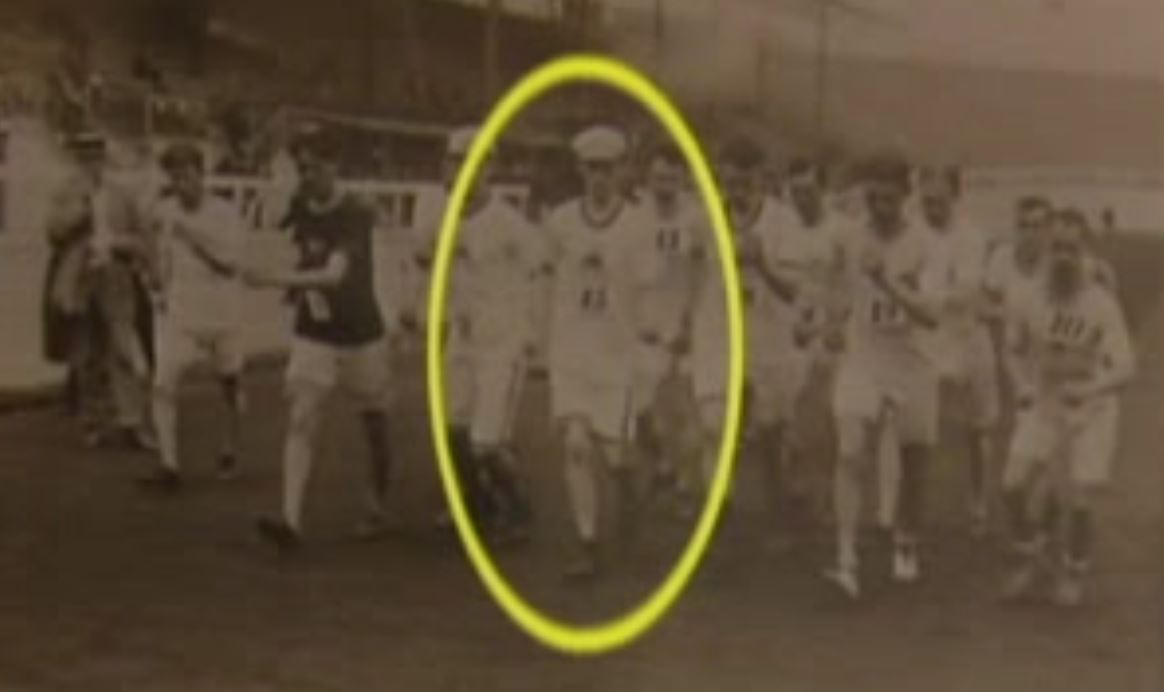
Willem Winkelman – in der ersten Vorausscheidung nicht im Ziel

Der hier als disqualifiziert aufgeführte Alfred Yeoumans ist in der unten genannten Literatur bei zur Megede nicht gelistet.

#### 2. Vorausscheidung

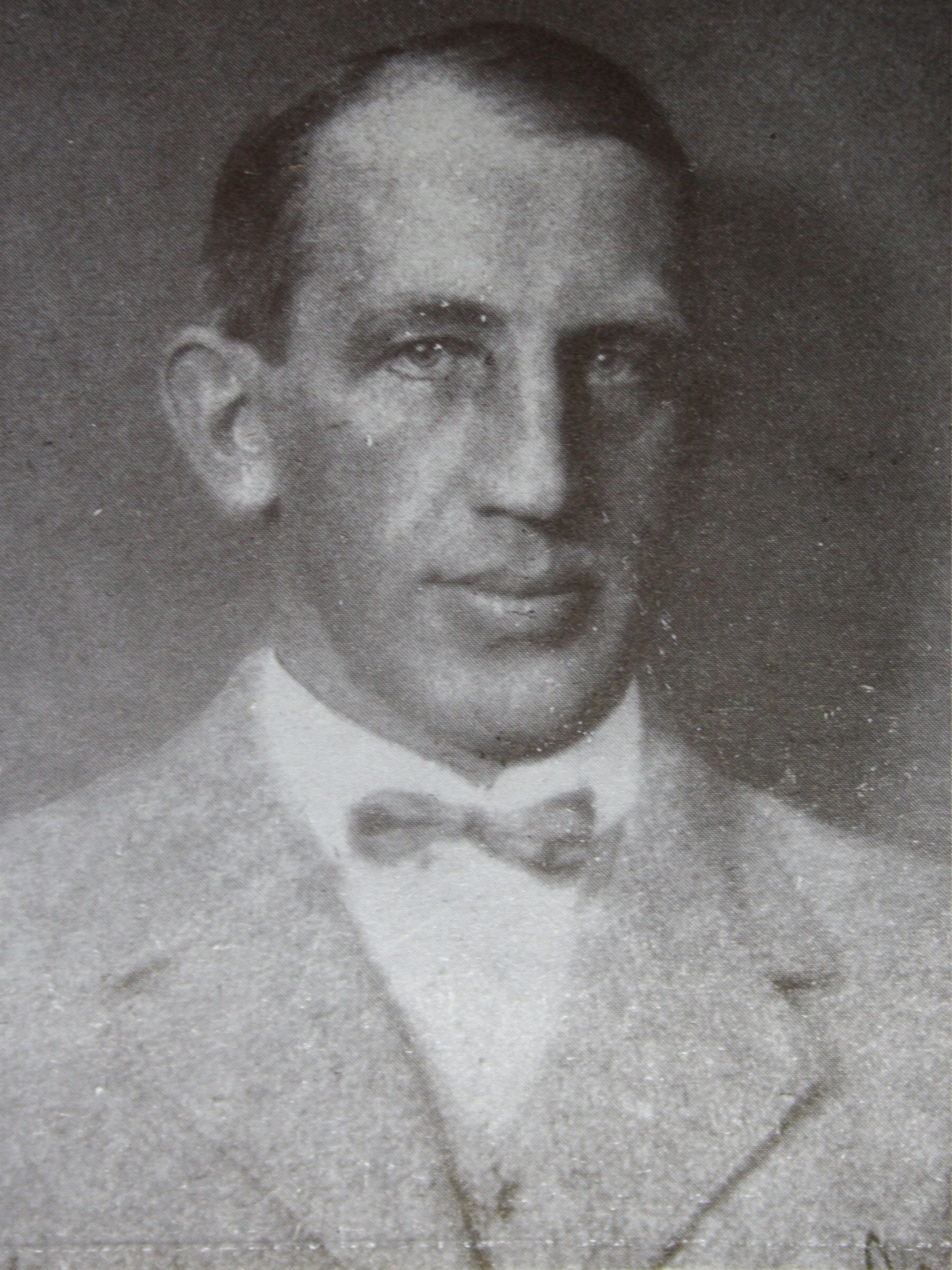
Der Vielseitigkeitssportler Emmerich Rath schied als Achter der zweiten Vorausscheidung aus
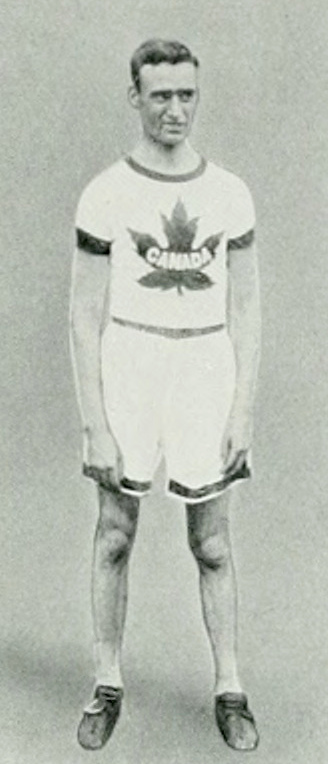
George Goulding – Vierter des 3500-m-Gehens – in der zweiten Vorausscheidung das Ziel nicht erreicht

| Platz | Athlet              | Land           | Zeit (h)     |
| ----- | ------------------- | -------------- | ------------ |
| 1     | George Larner       | Großbritannien | 1:18:19,0 OR |
| 2     | Ralph Harrison      | Großbritannien | 1:18:21,2000 |
| 3     | Harry Kerr          | Australasien   | 1:18:40,2000 |
| 4     | William Palmer      | Großbritannien | 1:19:04,0000 |
| 5     | Godwin Withers      | Großbritannien | 1:19:22,4000 |
| 6     | Sydney Schofield    | Großbritannien | 1:21:07,4000 |
| 7     | Piet Ruimers        | Niederlande    | 1:27:38,8000 |
| 8     | Emmerich Rath       | Österreich     | 1:30:33,8000 |
|       | Jan Huijgen         | Niederlande    | DNF000       |
|       | George Goulding     | Kanada         | DNF000       |
|       | John Butler         | Großbritannien | DNF000       |
|       | Einar Rothman       | Schweden       | DNF000       |
|       | Charles Vestergaard | Dänemark       | DNF000       |

### Finale (17. Juli)
| Platz | Athlet         | Land           | Zeit (h)       |
| ----- | -------------- | -------------- | -------------- |
| 1     | George Larner  | Großbritannien | 1:15:57,4 WR   |
| 2     | Ernest Webb    | Großbritannien | 1:17:31,000000 |
| 3     | Edward Spencer | Großbritannien | 1:21:20,200000 |
| 4     | Frank Carter   | Großbritannien | 1:21:20,400000 |
| 5     | Ernest Larner  | Großbritannien | 1:24:26,200000 |
|       | William Palmer | Großbritannien | DNF00000       |
|       | Ralph Harrison | Großbritannien | DNS00000       |
|       | Harry Kerr     | Australasien   | DNS00000       |

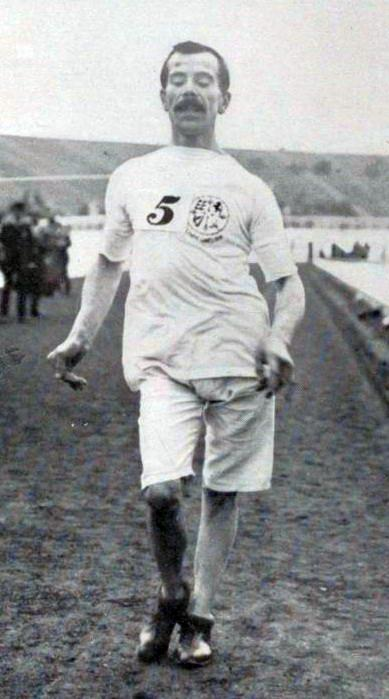
Der britische Olympiasieger George Larner

Der Brite Ralph Harrison und der für Australasien startende Harry Kerr – Dritter über das 3500-Meter-Gehen – verzichteten auf den Start. So traten nur sechs Geher zum Finale an, wobei es sich ausschließlich um Briten handelte.
Wie schon das Gehen über die 3500-Meter-Distanz entschied George Larner diesen Wettbewerb für sich. Er war dabei noch überlegener als drei Tage zuvor und siegte mit mehr als eineinhalb Minuten Vorsprung. Dabei stellte er einen neuen Weltrekord auf. Nur J. W. Raby war schon einmal schneller gewesen. Aber er war Profi und seine Leistung lag so außerhalb der Wertung. Ernest Webb gewann hier seine zweite Silbermedaille. Sein Vorsprung vor Bronzemedaillengewinner Edward Spencer betrug fast vier Minuten.